# Haleakala
Haleakala is een grote schildvulkaan op het eiland Maui in de staat Hawaï. Hij bedekt meer dan 75% van dit eiland en is 3055m hoog. De naam betekent Huis van de zon. In de folklore van het eiland was de top van de berg de woning van de grootmoeder van de halfgod Maui.
De vulkaan wordt actief beschouwd en heeft talloze uitbarstingen gekend gedurende de laatste 30.000 jaar.
Tot recent werd gedacht dat de laatste uitbarsting plaatsvond omstreeks 1790, gebaseerd op tekeningen van Jean-François de La Pérouse en George Vancouver. Maar recente metingen suggereren dat de laatste uitbarsting eerder rond 1600 te noteren valt.
De top van de vulkaan is gelegen in het Nationaal Park Haleakala, een van de toeristische attracties van het eiland Maui.
Het is ook de plaats van een aantal astronomische telescopen, en een plaats van waaruit het Amerikaanse ministerie van Defensie kijkt naar satellieten en raketten die om de aarde cirkelen.
De top is via een verharde weg per auto bereikbaar.